# Erro amostral
Em estatística, o erro amostral ou variabilidade amostral ocorre quando as características estatísticas de uma população são estimadas a partir de um subconjunto, ou amostra, daquela população. Já que a amostra não inclui todos os membros da população, estatísticas sobre a amostra, tais como médias e quantis, geralmente diferem das características da população inteira, que são conhecidas como parâmetros. Por exemplo, se alguém medir a altura de mil indivíduos de um país com um milhão de habitantes, a altura média dos mil indivíduos é tipicamente diferente da altura média de todos os habitantes no país. Visto que a amostragem é tipicamente feita para determinar as características da população inteira, a diferença entre os valores da amostra e da população é considerada um erro amostral. Do mesmo modo, não se pode esperar que duas amostras, independentemente retiradas da mesma população, forneçam resultados iguais, porque existe esta variabilidade nas estimativas e a amostra não é uma perfeita representação da população. A medição exata do erro amostral geralmente não é plausível, já que os valores reais da população são desconhecidos. Entretanto, o erro amostral pode ser frequentemente estimado por modelagem probabilística da amostra. O erro amostral é controlável por ações como:
- Técnicas de amostragem: optando por aquela que, no caso concreto, se revelar mais eficiente. Mediante a escolha de um processo de amostragem aleatória e o aumento do tamanho da amostra, pode-se assegurar a representatividade e associar os resultados com grau de confiança elevado.
- Estimadores: optando por aquele que for mais eficiente, isto é, com menor variabilidade.

O erro amostral é um erro aleatório, porque as estimativas se comportam aleatoriamente em torno do verdadeiro valor do parâmetro. Ou seja, não coincidem com o parâmetro, estando umas estimativas acima e outras abaixo deste, mas se concentram em torno de um valor central que coincide com o verdadeiro valor do parâmetro.

## Descrição

### Amostragem aleatória
Em estatística, o erro amostral é o erro causado por observar uma amostra em vez da população inteira. O erro amostral é a diferença entre uma estatística amostral usada para estimar um parâmetro populacional e o valor real, mas desconhecido do parâmetro. Uma estimativa de uma quantidade de interesse, tal como uma média ou uma porcentagem, estará geralmente sujeita à variação de amostra a amostra. Estas variações nos possíveis valores amostrais de uma estatística podem teoricamente ser expressos como erros amostrais, ainda que na prática o erro amostral exato seja tipicamente desconhecido. O erro amostral também se refere mais amplamente a este fenômeno de variação na amostragem aleatória.
A amostragem aleatória e seus termos derivados, tal como o erro amostral, implicam procedimentos específicos para coleta e análise de dados que são rigorosamente aplicados como um método para chegar a resultados considerados representativos de uma dada população como um todo. Apesar de uma má compreensão comum, "aleatória" não quer dizer a mesma coisa que "ao acaso", já que esta ideia é frequentemente usada para descrever situações de incerteza, não sendo a mesma coisa que projeções baseadas em uma probabilidade ou frequência avaliada. A amostragem sempre se refere a um procedimento de coleta de dados a partir de um pequeno agregado de indivíduos que é supostamente representativo de um agrupamento maior que deve a princípio estar apto a ser medido como uma totalidade. A amostragem aleatória é usada precisamente para garantir uma amostra verdadeiramente representativa a partir da qual se possam tirar conclusões e na qual se chegará aos mesmos resultados se alguém tivesse incluído a totalidade da população. A amostragem aleatória e o erro amostral podem apenas ser usados para coletar informações sobre um único ponto definido no tempo. Se dados adicionais forem coletados (com outras coisas mantidas constantes), então a comparação ao longo de períodos de tempo pode ser possível. Entretanto, esta comparação é distinta de qualquer amostragem propriamente dita. Como um método para coleta de dados no interior do campo da estatística, a amostragem aleatória é reconhecida como claramente distinta do processo causal que alguém está tentando medir. A condução da pesquisa em si pode levar a certos resultados que afetam o grupo pesquisado, mas este efeito não é o que se chama de erro amostral. O erro amostral sempre se refere às limitações reconhecidas de qualquer amostra supostamente representativa ao refletir a totalidade maior e o erro se refere apenas à discrepância que pode resultar de julgar o todo com base em um número muito menor. Isto é apenas um "erro", no sentido de que seria automaticamente corrigido se a totalidade propriamente dita fosse avaliada. O termo não tem qualquer sentido real fora da estatística.
De acordo com uma visão diferente, um exemplo potencial de um erro amostral na evolução é a deriva genética, uma mudança nas frequências de alelos de uma população devido ao acaso. Outro exemplo é o efeito de gargalo, que ocorre quando desastres naturais reduzem dramaticamente o tamanho de uma população, resultando em uma pequena população que pode ou não representar razoavelmente a população original. O que pode caracterizar o efeito de gargalo como um erro amostral é que certos alelos, devido ao desastre natural, são mais comuns, enquanto outros podem desaparecer completamente, tornando-o um erro amostral potencial.
O tamanho provável do erro amostral pode geralmente ser controlado ao tomar uma amostra aleatória suficientemente grande da população, embora o custo de fazer isto possa ser proibitivo. Se as observações forem coletadas a partir de uma amostra aleatória, a teoria estatística oferece estimativas probabilísticas do tamanho provável do erro amostral para uma estatística ou um estimador particular. Estes são frequentemente expressos em termos de seu erro padrão.

### Problemas de viés
O viés amostral é uma possível fonte de erros amostrais, o que ocorre quando a amostra é escolhida de forma que alguns indivíduos têm menor probabilidade de serem inclusos na amostra do que outros. Isto leva a erros amostrais que têm uma prevalência a serem positivos ou negativos. Tais erros podem ser considerados erros sistemáticos. 

### Erro não amostral
O erro amostral pode ser contrastado com o erro não amostral. O erro não amostral é um termo abrangente para os desvios em relação ao valor real que não são uma função da amostra escolhida, incluindo vários erros sistemáticos e quaisquer erros aleatórios que não sejam causados pela amostragem. Erros não amostrais são muito mais difíceis de quantificar que o erro amostral.